# Kameelah Janan Rasheed
Kameelah Janan Rasheed (Palo Alto, California 1985) es una artista, educadora y escritora americana. Es conocida por su trabajo en instalaciones, libros de artista, obras en espacios públicos a gran escala,  publicaciones, collages, y registros de audio. El arte de Rasheed explora la memoria, el ritual, los regímenes discursivos, la historiografía y las prácticas de archivo mediante el uso de fragmentos y restos históricos. Vive en Brooklyn, NY, es la Editora de Arte para la revista SPOOK  y es también coeditora  de The New Inquiry.

## Trayectoria

### Biografía
Nacida en Palo Alto, California de padres musulmanes, Rasheed se caracteriza a sí misma como "una niña musulmana matriculada en una escuela católica y recibiendo clases de bailes  Mormon, asistía a  cenas  de shabbat y con sus amigos a la misa  de los domingos en la iglesia católica." Cuándo Rasheed tenía doce años, su familia tuvo problemas legales con su vivienda, debido al aumento del valor del suelo en California  perdiendo su casa y viviendo durante 10 años sin vivienda estable. La experiencia de pasar por hogares temporales con su familia, la llevó a interesarse por la práctica de la recopilación y el archivo para así asumir sus desplazamientos forzados.
Rasheed se graduó en  Pomona College en California, donde cursó estudios de política pública y Africana. Su interés por las artes visuales se remonta a las clases sobre estética negra y políticas de representación que recibió en su penúltimo semestre en Pomona. Recibió el premio Amy  Biehl beca Fulbright para estudiar en Sudáfrica. Regresando a los EE. UU.,  se licencia en educación secundaria de Stanford University. Al principio de su carrera,  Rasheed dio clases de  estudios sociales en la escuela elemental y secundaria. Su formación en historia y pedagogía ha influido en su práctica artística.

### Arte visual
Rasheed comenzó sus trabajos artísticos con la fotografía y el collage mientras vivió y estudió en Sudáfrica en un intercambio de estudiantes y más tarde como becaria Fulbright, donde  descubre su interés en el acto de documentación y realización de entrevistas. La primera presentación de su immersive instalación, No Instructions for Assembly, Activation I (2013), la realizó en Real Art Ways. Esta instalación contaba con más de seiscientos objetos, incluyendo objetos encontrados y fotos familiares personales, portadas de álbumes, mechones de cabello de sus familiares, alfombras de oración islámica, joyas, cuentas de oración, medias negras, y espejos, entre otros elementos. Las siguientes instalaciones interactivas  invitan al público a modificar y aportar sus propios objetos e historias a su creciente archivo.

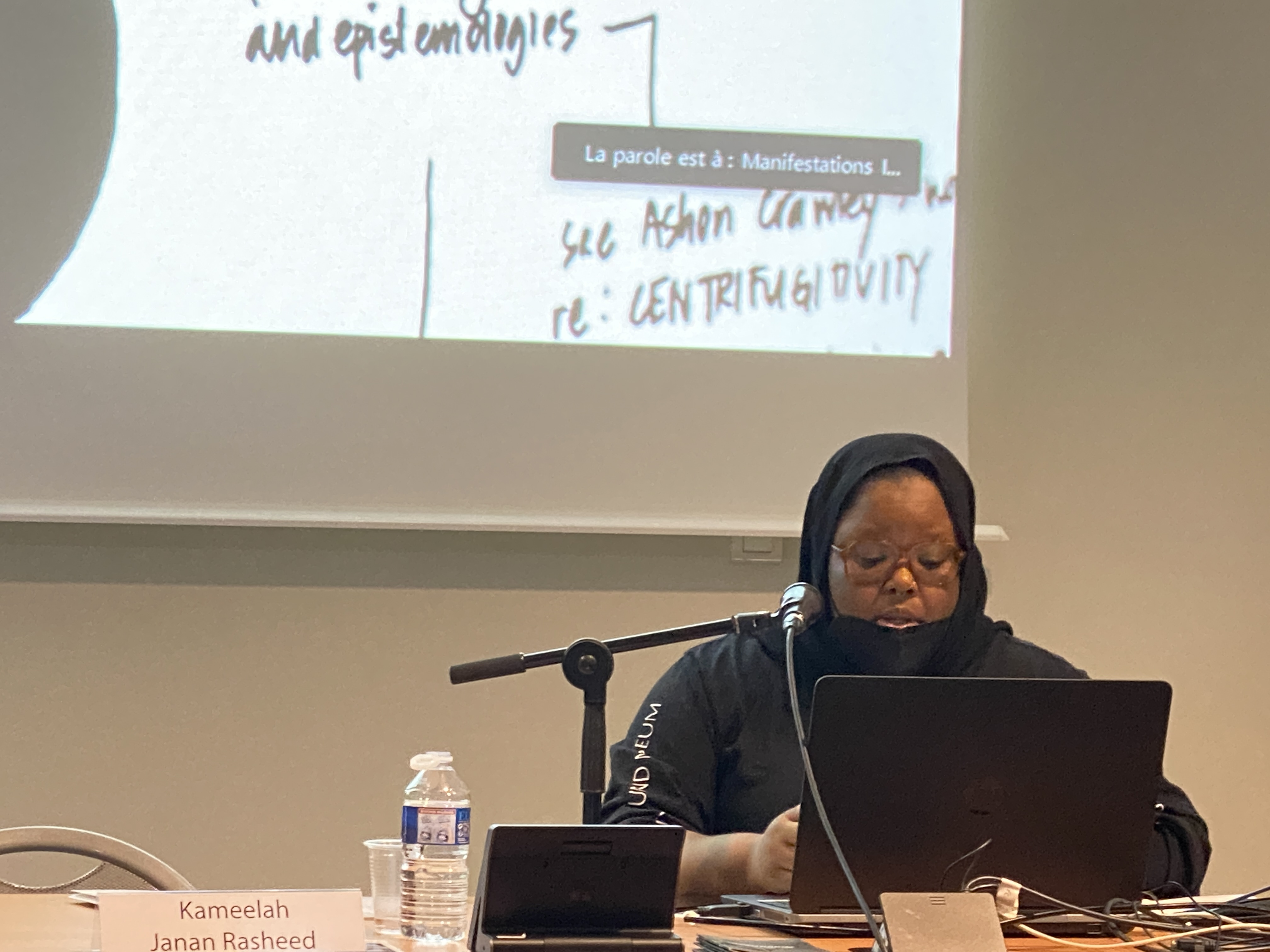
En el Instituto Nacional de Historia del Arte en Paris 2021

Los principales temas de la obra de Rasheed giran en torno a las historias conflictivas, la cultura visual, el hecho de ser negro en Estados Unidos, el desenterramiento de relatos enterrados y la complejidad de la memoria. Su arte se relaciona con su formación en historia y educación, convirtiendo las exposiciones en experiencias pedagógicas y en oportunidades para explorar los archivos, nuestra relación personal con la historia y los espacios públicos.
El arte de Rasheed  ha utilizado señales distintivas de gran formato, espacios públicos dispuestos en serie o en cuadrícula, por ejemplo, How to Suffer Politely (And Other Etiquette) es una serie de carteles amarillos del tamaño de una valla publicitaria con una tipografía negra que anuncia eslóganes ""LOWER THE PITCH OF YOUR SUFFERING" or "TELL YOUR STRUGGLE WITH TRIUMPHANT HUMOR. Su obra se relaciona con el movimiento Black Lives Matter, señalando cómo se le dijo a la gente que no reaccionara con ira ante los asesinatos de personas de color por parte de la policía en Estados Unidos. Del mismo modo, Art After Trump es un abecedario político con líneas en mayúsculas que deletrean frases como " ""SUPERLATIVE SUBJUGATION" and "PIGMENTED PRIVILEGE.

## Educación
Rasheed obtuvo el título en  Educación Secundaria de la Stanford University,  recibió un B.A. en 2006 de Pomona College en Política Públicas y Estudios Africanos.

## Premios y becas
Rasheed Ha recibido numerosas subvenciones, becas y residencias artísticas:
2016
- Artista-en-residencia, Bronx Museo de Arte Co-Laboratorio Residency | Nueva York, NY[12]
- Artista-en-residencia, Laboratorio de Intercambio Creativo - Portland Instituto de Arte Contemporáneo | Portland, O
- Artista-en-residencia, Smack Mellon | Brooklyn, NY
- Artista-en-residencia, El Centro para Afrofuturist Estudios en Espacios Públicos | Ciudad de Iowa, IA
- Residente de Copy Shop, Ediciones Inacabables en Robert Blackburn Printmaking Nueva York | de Taller, NY
- Finalista del Premio Visionary Tim Hetherington Trust en | Nueva York, NY
- Beca, Ossian Camaradería - Jain Nueva York de Instituto | Familiar, NY

2015
- Artista-en-residencia, Impresión de Lado Del este más Baja Nueva York | de Tienda, NY
- Beca de Artista en Residencia, Dosel Triple en Nueva York Laboratorios de Biblioteca Pública | Nueva York, NY
- Beca, Artadia: El Fondo para Arte y Diálogo | Nueva York, NY
- Beca, Camaradería de Artista, Galería de AIRE | Brooklyn, NY
- Beca, Museo de Reinas @– Programa de Camaradería de Fundación de Jerome, Reinas de Museo | de las Reinas, NY
- Beca, Artista en el Mercado (OBJETIVO 35), Bronx Museo | Bronx, NY

2014
- Beca, Fundación de Asuntos del Arte | Nueva York, NY
- Beca, Rema Hort Mann la fundación que Emerge Artista Grant | Nueva York, NY
- Artista-en-residencia, Trabajando Alburquerque | de Aulas, NM
- Artista-en-residencia, Centro de Estudio del Vermont | Johnson, VT

2013
- Socio (Crea Cambio Desarrollo Profesional), El Laundromat Nueva York | de Proyecto, NY
- Juror, Centro para Fotografía en Woodstock Un-I-R | Woodstock, NY
- Artista-en-residencia, Centro para Artes de Libro | Nueva York, NY
- Artista-en-residencia, Red de Artista Visual - Maneras de Arte Real | Hartford, CT
- Grantee, Red de Artista Visual Fondo Comunitario - Maneras de Arte Real | Hartford, CT

2012
- Awardee, PASO Artes ARRIBA Reales Maneras | Hartford, CT
- Artista-en-residencia, Centro para Fotografía en Woodstock | Woodstock, Nueva York

2006
- Estados Unidos Fulbright Amy S. Biehl Becaria, Departamento de EE.UU. de Johannesburgo Sudáfrica

2005
- Harry S Truman Becaria, Departamento de EE.UU. de Washington D. C. | Estatal
- Beca, Rockefeller los hermanos Financian | Nueva York, NY

## Publicaciones
Como escritora, Rasheed ha publicado una variedad de ensayos y entrevistas, incluyendo:
- Ninguna Teoría Nueva 2019
- "Asunto de muertes negras: víctimas' humanidad, no perfección, es la razón para llorar." El Guardián. Febrero 2016
- "La empatía pública No Tiene que Ser Reservada Sólo para 'Víctimas Perfectas'." Informes de Tiempo creativo. Febrero 2016
- “Carceral Estado: Una Entrevista con Eric Un. Stanley.” La Investigación Nueva. Noviembre  2014
- “En Loneliness: Una Lista de Lectura.” Longreads. August 16, 2014
- “Las vidas negras Dignas de Elaboration: Una Conversación con Rachel Kaadzi Ghansah.” Gawker. Junio 2014
- “Una Conversación con Roxane Gay.” Revista de espectro. Mayo 2014
- “Una Conversación con Daniel José más Viejo.” Revista de espectro. April, 2014
- "Todas las  Cosas Consideraron": Una Entrevista con Kiese Laymon.” Revista de espectro. Diciembre 2013
- “'Fantásticamente Perturbando': Una Entrevista con Wendy C. Ortiz.” Revista de espectro. Noviembre 2013
- “'Aquí es al Extraño": Una Entrevista con Victor LaValle.'” Revista de espectro. Septiembre 2013
- “Un Barco para Paz: Una Entrevista con Océano de Escritor Vuong.” Bien & A menudo Prensa. Febrero 2013

## Selección de exposiciones
El trabajo de Kameelah Janan Rasheed ha sido presentado en exposiciones individuales en las galerías s instituciones ː
A.I.R. Galería, Brooklyn, EE.UU. Encima Negativa (2016)
La obra de Rasheed, Tell Your Struggle with Triumphant Humor, 2014 está incluida en la exposición For Freedoms, concebida como un super PAC gestionado por artistas,[15] que se inspira en un discurso de Franklin Roosevelt de 1941, Four Freedoms.
Para Whisper or Shout: Artists in the Social Sphere, en la BRIC House de Brooklyn en 2016, Rasheed mostró una reconstrucción de una sala de estar de su infancia como parte del proyecto en curso No Instructions for Assemblya.